# Сиричино
Сиричино (на македонска литературна норма: Сиричино; на албански: Siriçina, Сиричина) е село в Северна Македония, в община Йегуновце.

## География
Селото е разположено в областта Долни Полог на десния бряг на Вардар.

## История
Църквата „Света Петка“ е от 1567 година. 
В обобщен списък на джизието на немюсюлманите от вилаета Калканделен от 18 юли 1628 година селото е отбелязано като Сиричине, с 37 ханета (домакинства).
В края на XIX век Сиричино е българско село в Тетовска каза на Османската империя. Според статистиката на Васил Кънчов („Македония. Етнография и статистика“) в 1900 година Сиричино има 330 жители българи християни.
Според патриаршеския митрополит Фирмилиан в 1902 година в селото има 60 сръбски патриаршистки къщи. По данни на секретаря на Българската екзархия Димитър Мишев („La Macédoine et sa Population Chrétienne“) в 1905 година всичките 320 християнски жители на Сиричино са българи патриаршисти сърбомани и в селото функционира сръбско училище.
Според Афанасий Селишчев в 1929 година Сиричино е село в Групчинска община и има 59 къщи с 520 жители българи.
Според преброяването от 2002 година Сиричино има 395 жители, всички македонци.